# 水汽压
大气中水汽所产生的那部分压力称为水汽压，一般用e表示。它的单位和气压一样，也用hPa（百帕）表示。

## 特点
1. 水汽压随高度的增加而迅速减少：距地面1500m高空的水汽压为地面的{\displaystyle {\frac {1}{2}}}，5000m高空则减少为地面的{\displaystyle {\frac {1}{10}}}。
2. 水汽压的地理分布与气温相同：赤道地区水汽压最大，约为26hPa，向两极分别逐渐减少，北纬35度处约为13hPa，北纬65度处约为4hPa，极地为1~2hPa。
3. 自然条件下水汽压存在一个极大值，当水汽压接近这个极大值时便有水汽凝结出来，以保持水汽压不超过这个极大值。

## 饱和水汽压

### 定义
当水汽压达到当前条件的极大值，此时的空气称为饱和空气。饱和空气的水汽压称为饱和水汽压，也被称为最大水汽压，一般用{\displaystyle e_{s}}表示。
试验和理论证明，饱和水汽压是温度的函数（即饱和水汽压随温度的变化而变化），具体来说，饱和水汽压随温度的升高而增大，在不同温度条件下，饱和水汽压也不同。

### 计算
可以由以下经验公式计算一定条件下的饱和水汽压。
{\displaystyle e_{s}=6.11\times 10^{\frac {at}{b+t}}}
在上式中，{\displaystyle e_{s}}为饱和水汽压，其单位为hPa（百帕）；a，b为常数，其数值为：在冰面上，a=9.5，b=265.5，在水面上，a=7.63，b=241.9。

## 资料来源
1. 1 2  葛朝霞等, 《气象学与气候学教程》, 第21页